# Trois Gorges
Les Trois Gorges, en mandarin 三峡 ; pinyin : Sān Xiá , ou gorges du Yangzi Jiang, sont un ensemble de gorges de Chine situées sur le cours moyen du Yangzi Jiang, en aval de la ville Chongqing, au sud des monts Daba. Elles commencent dans le Sichuan pour se terminer dans le Hubei. À leur sortie est construit l'immense barrage des Trois-Gorges dont la retenue les a partiellement noyées.

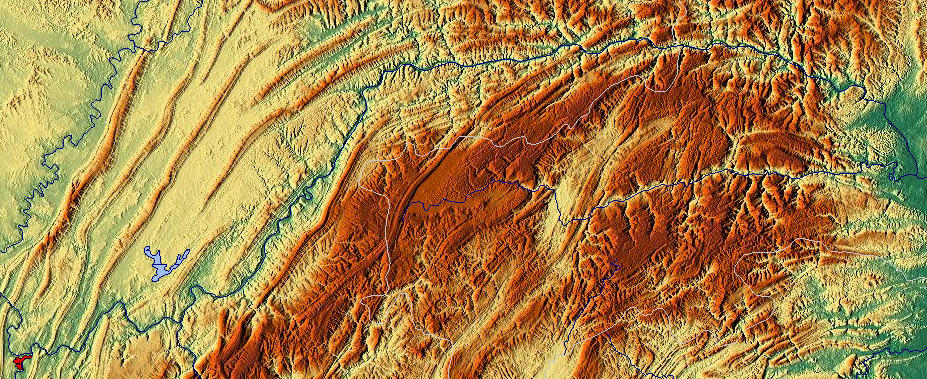
Carte topographique de la région des Trois Gorges avec Chongqing en bas à gauche et le barrage des Trois-Gorges en haut à droite de la carte.

## Géographie

### Gorge de Qutang

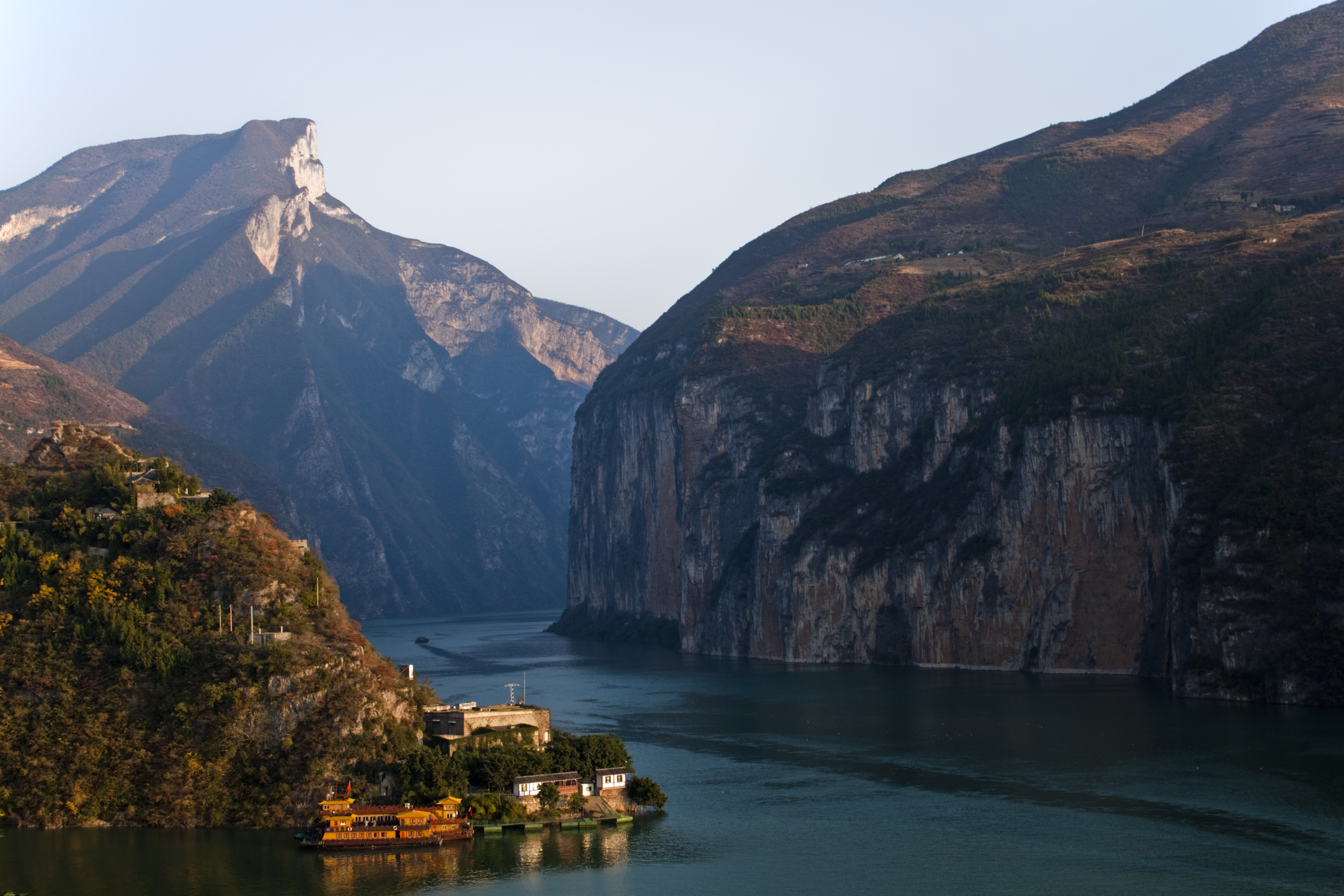
Vue de la gorge de Qutang.

En amont, la première des Trois Gorges est celle de Qutang. Avec une longueur de huit kilomètres, elle est la plus courte des trois mais c'est la plus spectaculaire. Les falaises de calcaire escarpées s'élèvent jusqu'à 1 200 mètres au-dessus du fleuve et le resserrent étroitement dans un lit de cent mètres de largeur, obligeant son flot à traverser la gorge à vive allure. C'est un site composé d'un réseau complexe de collines, de falaises, de rochers et de grottes.

### Gorge de Wu

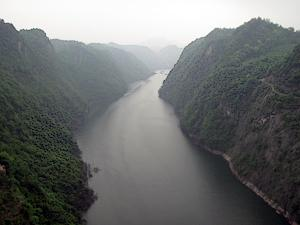
Vue de la gorge de Wu.

La deuxième des Trois Gorges est celle de Wu. Elle est longue de quarante-cinq kilomètres et offre un paysage composé de douze pics qui ont depuis toujours inspiré les voyageurs et les poètes. Leurs noms évoquent les sentiments qu'ils inspirent puisqu'on trouve le pic de la Déesse, le pic du Phénix volant, le pic du Dragon grimpeur ou encore le pic des Grues assemblées. Les versants de la gorge sont parfois si abrupts qu'ils donnent l'impression que le soleil ne pénètre que rarement jusqu'au fleuve. Après le rocher du Cercueil de fer, le voyageur découvre les rapides de Lint lors de la descente desquels des tourbillons puissants et des piliers calcaires rendent toute navigation périlleuse.

### Gorge de Xiling

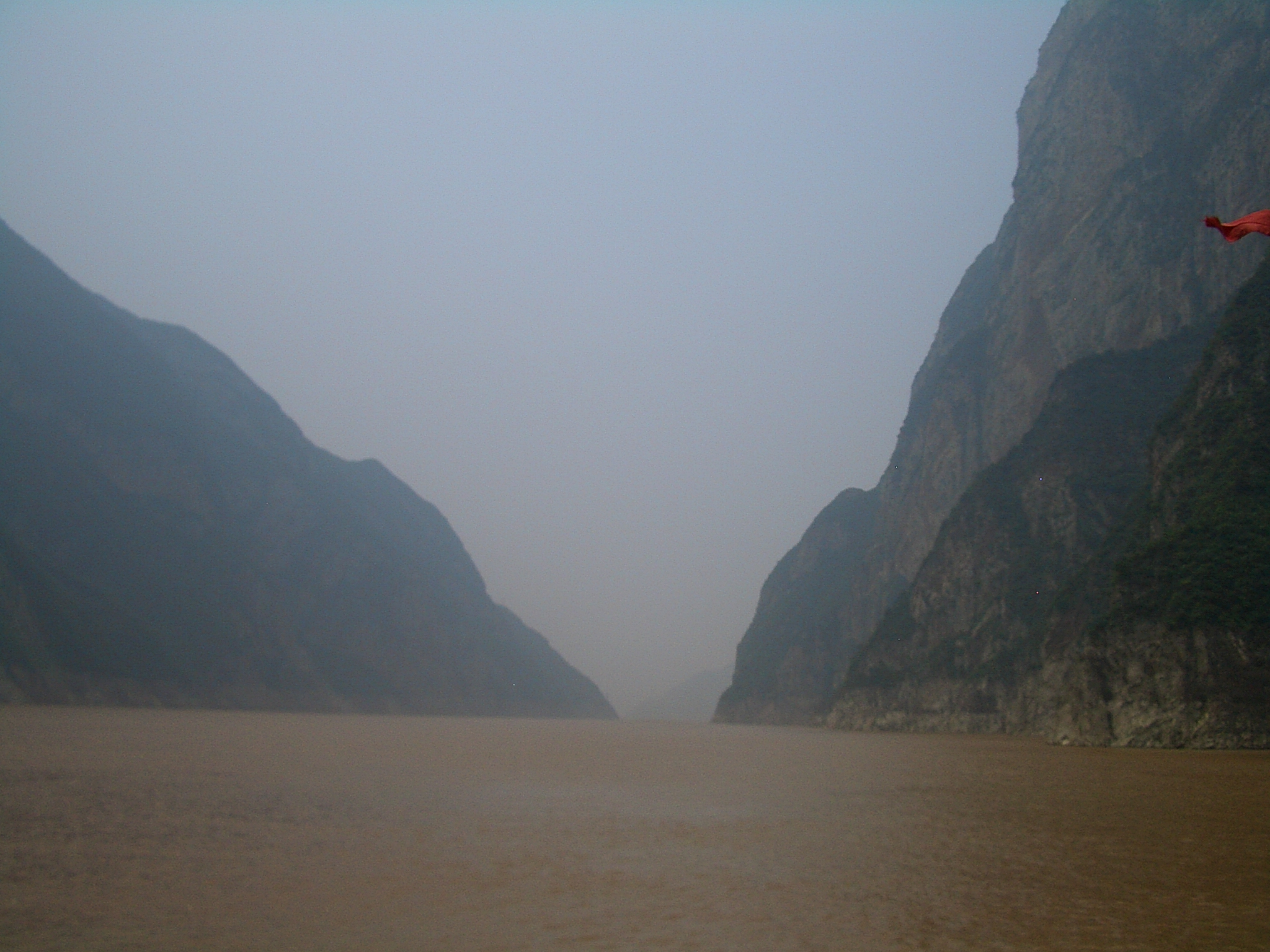
Vue de la gorge de Xiling.

La troisième des Trois Gorges est celle de Xiling. Longue de soixante-six kilomètres, elle est composée d'une série de sept gorges et de deux rapides. Ces obstacles font d'elle la plus dangereuse pour la navigation en raison des nombreux tourbillons. Elle est aussi entourée de pics, de rochers et de collines formant un paysage austère agrémenté de plusieurs monastères et de quelques villages.

## Tourisme
Les Trois Gorges offrent un spectacle qui attire de nombreux touristes et a permis le développement d'une véritable industrie touristique fructueuse avec de nombreux bateaux naviguant entre Chongqing et Yichang. Ces gorges offrent une atmosphère mystérieuse lorsque la brume et les nuages emplissent les gorges et enveloppent les falaises et les pitons rocheux. Au moment des crues en été, le niveau de l'eau s'élève de plus de cent mètres et la navigation devient alors très dangereuse et très risquée.